# Schellackplatte
Die Schellackplatte ist der Vorläufer der heute noch hergestellten und häufig anzutreffenden Vinylschallplatte. Beide sind nach dem Material benannt, aus dem sie üblicherweise bestehen.

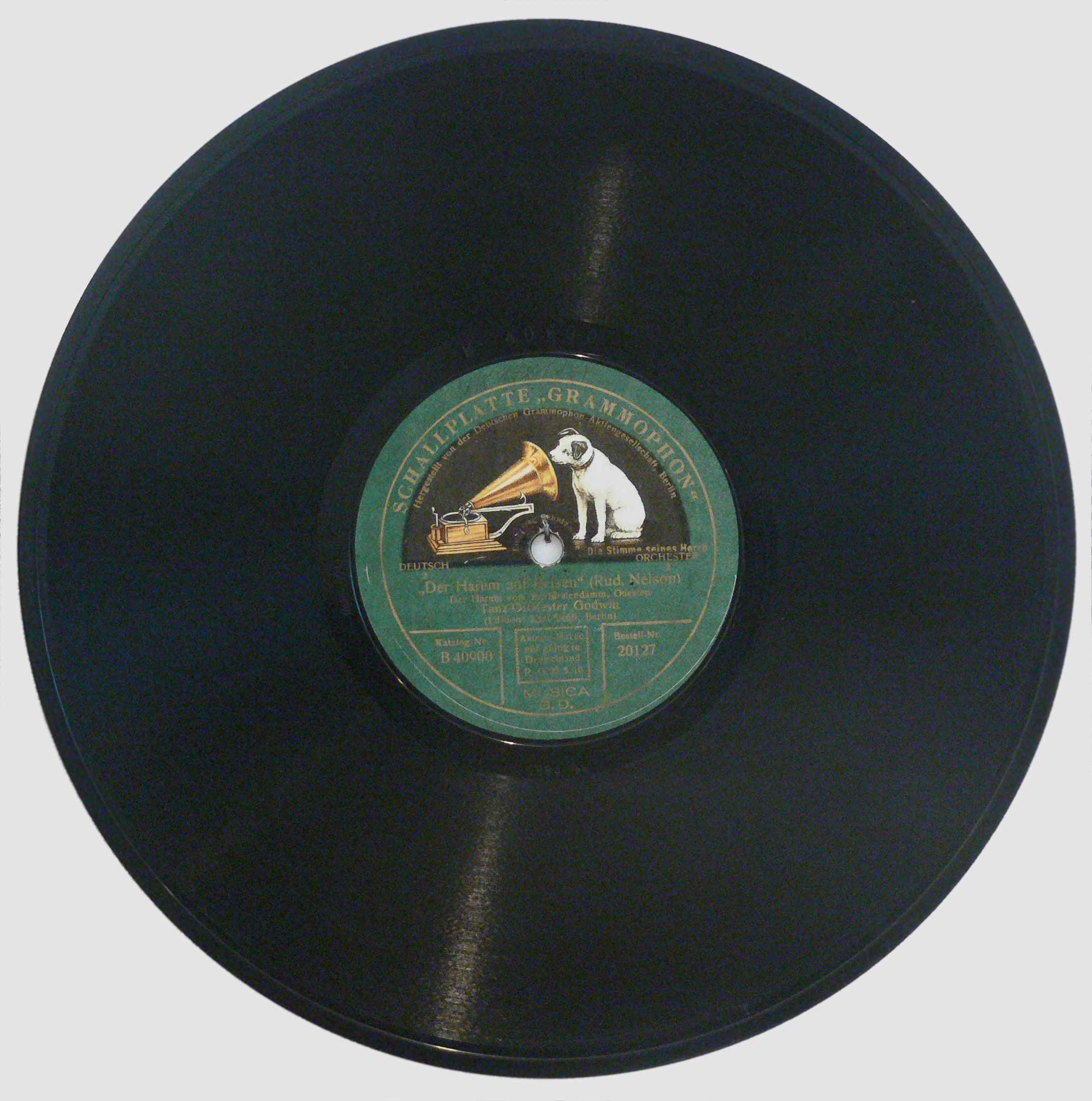
Schellackplatte der Deutschen Grammophon-Aktiengesellschaft: Der Harem auf Reisen von Rudolf Nelson mit dem Tanz-Orchester Godwin

Schellackplatten hatten meistens einen Durchmesser von zehn Zoll (etwa 25 Zentimeter) oder zwölf Zoll (etwa 30 Zentimeter) und überwiegend in Seitenschrift geschriebene Rillen, die mit einem gewöhnlichen Grammophon mit dicker Stahlnadel oder mit einem elektrischen Plattenspieler mit Spezialnadel abgetastet werden konnten. 10-Zoll-Schellackplatten boten maximal etwas mehr als drei Minuten, 12-Zoll-Schellackplatten etwas mehr als vier Minuten Spielzeit pro Seite. Letzteres war primär für klassische Musikstücke interessant.
Ein weiteres charakteristisches Merkmal der Schellackplatte ist die Abspieldrehzahl: Es gab Versuche mit 60 bis über 100 Umdrehungen pro Minute, wobei sich 78 min−1 durchgesetzt haben. Schon um 1930 herum gab es aber vereinzelt „Langspiel“-Schellacks, die mit 33 1/3 min−1 liefen und pro Seite gut zehn Minuten Musik boten, etwa mit Ausschnitten aus Bühnenshows; deren Tonqualität war aber gegenüber den „78ern“ (noch) deutlich geringer.

## Geschichte

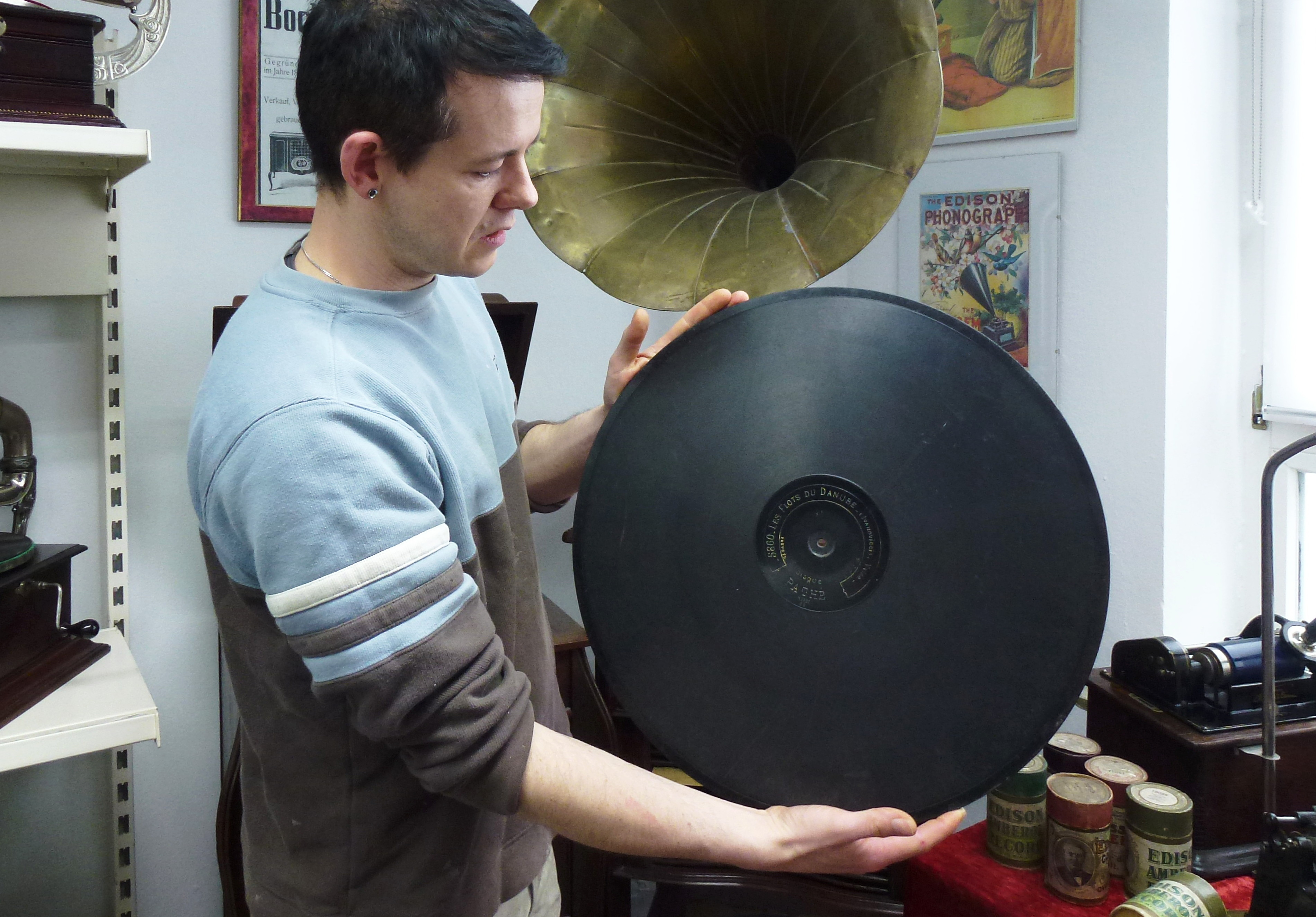
Pathé-Schellackplatte im Phonomuseum „Alte Schule“ (50 cm Durchmesser, Pathé Concert Record (1909) nr 5860, wird von innen nach außen abgespielt)

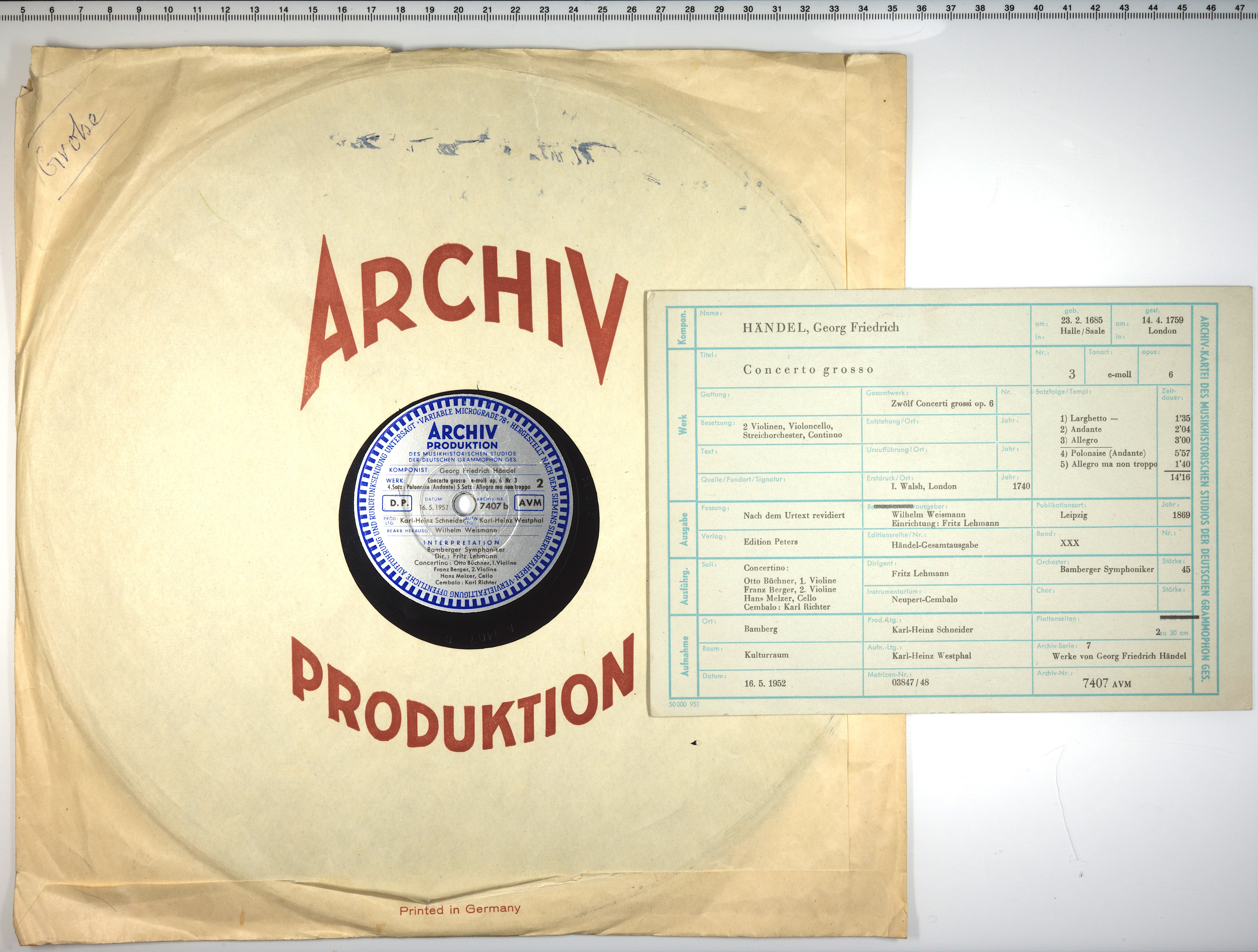
Schellackplatte von 1952, Archiv Produktion der Deutschen Grammophon, mit Archivkarte in Originalhülle

Im Oktober 1896 gab der Erfinder und Unternehmer Emil Berliner die Verwendung von Hartgummi als Plattenmaterial auf und ersetzte die Substanz durch eine von der Duranoid Co., Newark, New Jersey, hergestellte Pressmasse, die im Wesentlichen aus Schellack als Bindemittel bestand und ursprünglich für Isolatoren entwickelt worden war. Der Schellack band die weiteren Bestandteile, die Füllstoffe Bariumsulfat, Schiefermehl, Ruß, Asbest und Baumwollflock, zu einer verschleißfesten Masse. Die Neuerung verbesserte die Klangqualität und Haltbarkeit der Platten enorm, ein Nachteil war jedoch die hohe Sprödigkeit und damit Bruchgefahr. Solange man aber Schallplatten wünschte, die sich auch rein mechanisch via Schalldose, also ohne elektrische Verstärkung, laut wiedergeben lassen, gab es keine praktikable Alternative.
In den USA kamen in den 1940er Jahren mehrere Faktoren zusammen, die einen Wechsel von Schellackmaterial zu PVC (Vinyl) nahelegten: Zum einen hatten sich Plattenspieler mit elektrischem Tonabnehmer durchgesetzt, zum anderen musste Schellack importiert werden. Da es bei Schallplatten, die für Kinder gedacht sind, ein entscheidendes Verkaufsargument ist, dass sie praktisch unzerbrechlich sind, begann man ca. 1944 damit, sie in PVC zu pressen, Das Abspielformat blieb dabei zunächst bei der breiten Rille und 78 Umdrehungen.
Der weitere bedeutende Vorteil der Vinyl-Schallplatten ist, dass sie geringere Abspieldrehzahlen und dadurch eine längere Spieldauer ermöglicht. Dies ist vor allem im Bereich der klassischen Musik von Bedeutung: Eine Sinfonie oder Oper musste bei Schellackplatten auf mehrere Seiten verteilt werden, so dass es nicht möglich war, z. B. einen ganzen Satz oder Akt am Stück zu hören. Neben Test- und Vorführpressungen kam die Technik zunächst in Rundfunkstudios zum Einsatz. Ab 1948 wurden Vinyl-Schallplatten mit Mikrorille sowie die notwendigen Abspielgeräte für zu Hause herausgebracht.
Schellackplatten wurden in der Bundesrepublik Deutschland bis 1958, in anderen Ländern Europas bis in die frühen und in der sogenannten Dritten Welt noch bis in die späten 1960er Jahre hergestellt. Die letzten Platten sollen 1972 in Südafrika gepresst worden sein. Noch bis in die frühen 1980er Jahre waren fast alle Plattenspieler mit der Geschwindigkeitseinstellung von 78 min−1 ausgerüstet, ließen sich problemlos mit Nadeln für Schellackplatten versehen und waren dadurch für dieses Plattenformat geeignet.

## Herstellung
Alle Rohstoffe werden sorgfältig auf Fremdkörper untersucht, um dann in Misch- und Walzanlagen zu feinstem Pulver zerquetscht und zerrieben zu werden. Unter anderem geht die Masse durch Rohrmühlen, die etwa 10 m lang und mit vielen tausend Kilogramm kleiner Eisenrollen gefüllt sind. Durch diese Rollen erfolgt eine nochmalige Vermischung und innige Verbindung der Rohstoffe. Das so erreichte Staubgemisch wird von einem Becherwerk über eine automatische Waage einem weiteren Mischer zugeführt. Von diesem Mischer kommt das Pulver in Eisenkästen zum Mischwalzwerk. Jedes Walzwerk besteht aus zwei nebeneinander liegenden Walzen, die durch Dampf erhitzt werden. Durch die Wärme wird das Pulver zu einer teigartigen plastischen Masse, welche nach gründlicher Durchmischung abgenommen und einem gekühlten Kalander übergeben wird. Der Kalander walzt die Masse in dünne, breite Bandstreifen aus, welche durch Messer in der Längs- und Querrichtung in quadratische Stücke geschnitten werden.
Nach dem Erstarren des Bandstreifens wird er in einzelne Tafeln zerbrochen und gelangt so in Kisten verpackt zur Presserei. Der Einrichter spannt in die Presse, die aus Presskopf und Pressteller besteht, je eine Matrize ein, die beiden Seiten der werdenden Platte.
Der Presser hat die Aufgabe, das ihm in Tafeln angelieferte Pressmaterial auf einem Heiztisch anzuwärmen, aufzufüllen und in die geöffnete Presse zu legen. Die von ihm hinzugefügten Etiketten werden gleichzeitig mit eingepresst. Alle anderen Arbeitsgänge erfolgen automatisch.
Die aus den Pressen kommenden Platten gehen in die Revision, wo jede Platte auf Press- und Schönheitsfehler hin untersucht wird. Mit Mängeln behaftete Platten werden wieder eingebrochen. Die einwandfreien Platten kommen zur Schleiferei. Dort werden sie durch Abschleifen zwischen zwei schnell umlaufenden Scheiben von dem noch anhaftenden Massegrat befreit. Jede 25. Platte jeder Presse geht zur Musikprüfung. Wird ein Fabrikationsfehler festgestellt, so wird die betreffende Presse sofort angehalten, und alle bisher erfolgten Pressungen werden nachgeprüft. Die fertigen Platten werden in Plattentüten verpackt und kommen in den Sortierraum, von wo aus sie in die verschiedenen Lager kommen.

## Abtastung der Platte

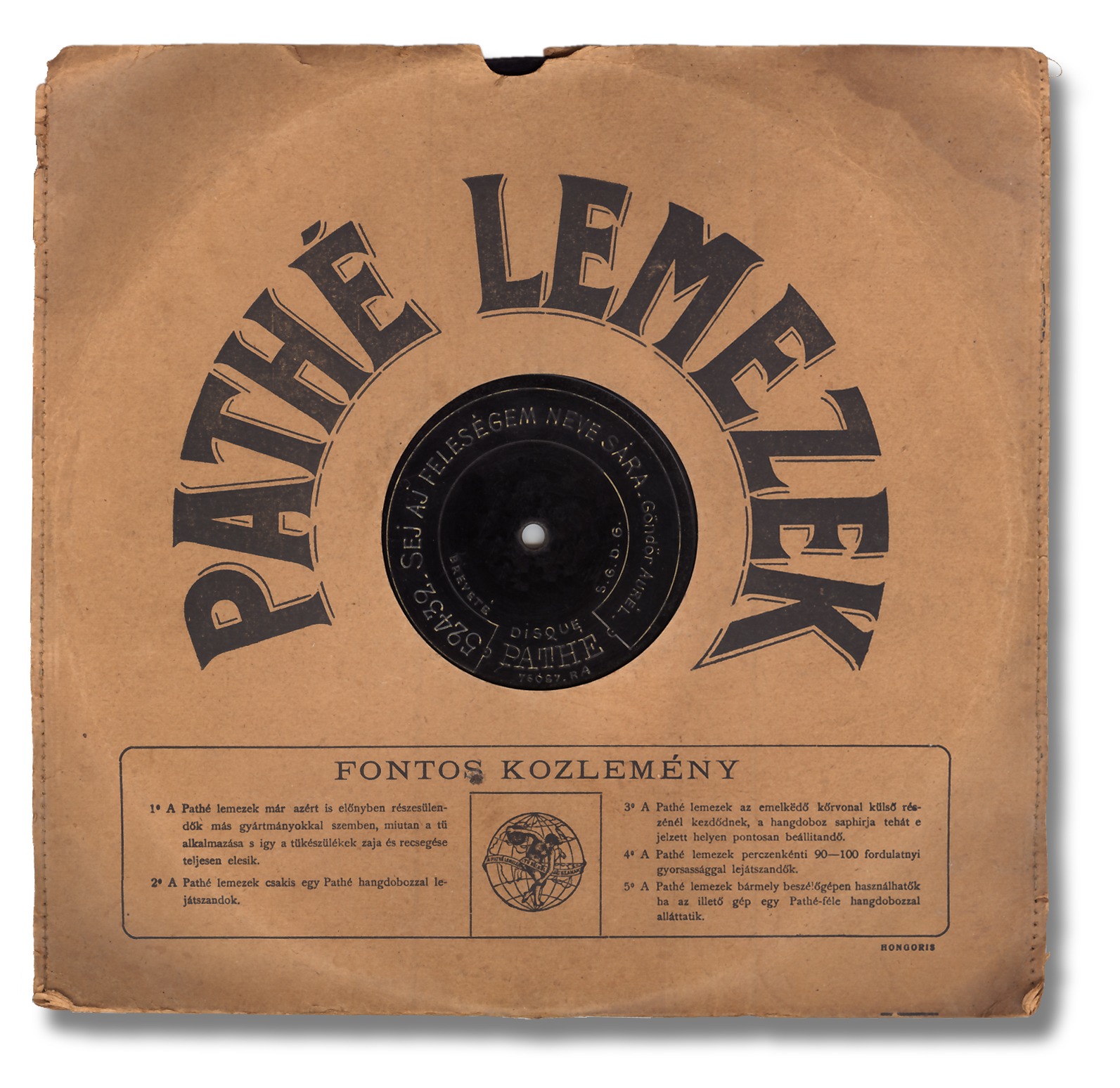
Ungarische Pathé-Tiefenschriftplatte mit Hülle; nur mit einem Saphir bei 90–100 min^{−1} abspielbar

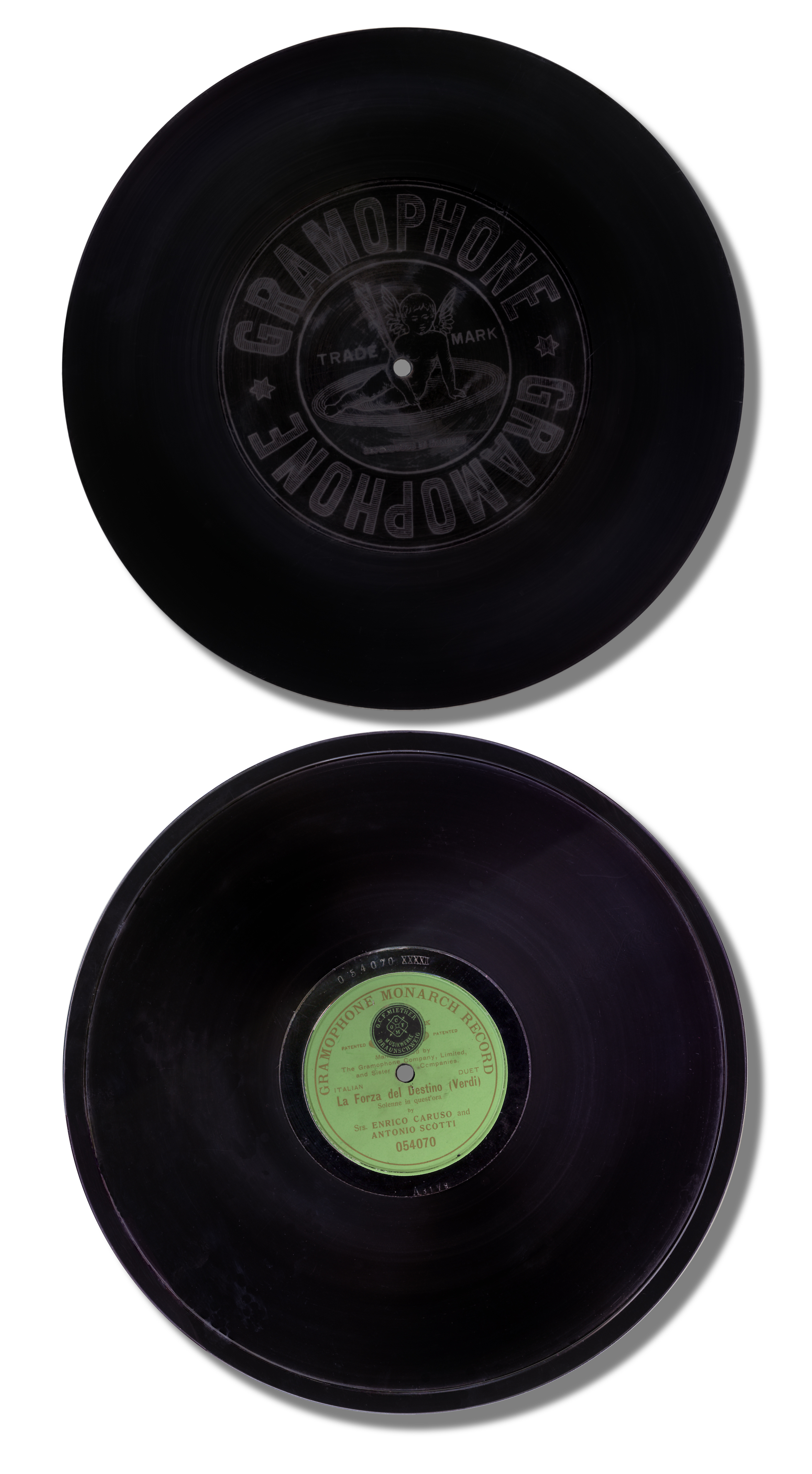
Schellackplatte der Firma Gramophone, hergestellt in Hannover 1908. Eine frühe Pressung, bei der nur die Vorderseite abspielbar ist. Die Rückseite zeigt das Firmenlogo.

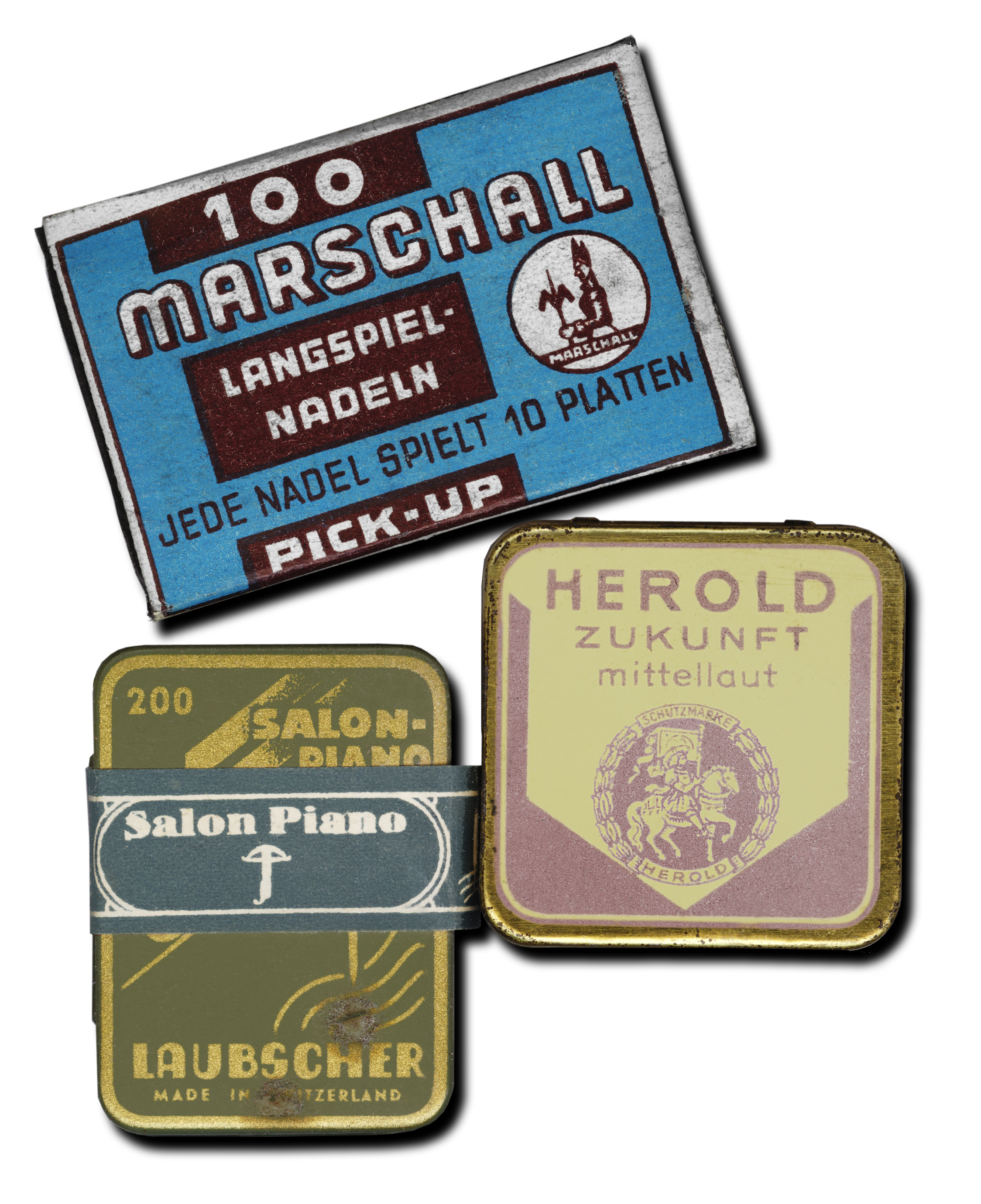
Originalverpackungen für Grammophon-Nadeln

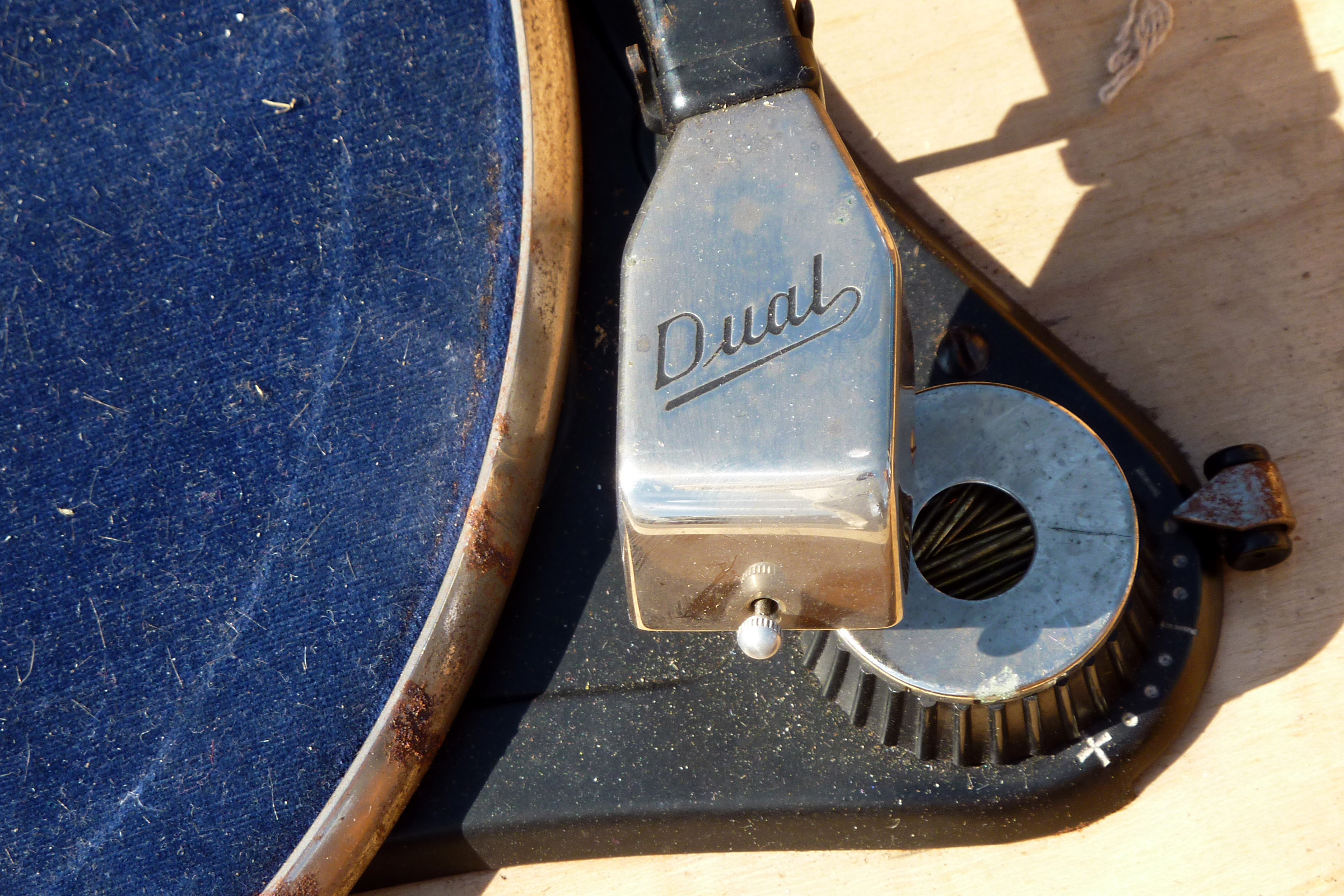
Dual-Tonabnehmer mit Stahlnadel zur elektrischen Abtastung von Schellackplatten. Rechts im Bild: integrierter Behälter für abgespielte Nadeln

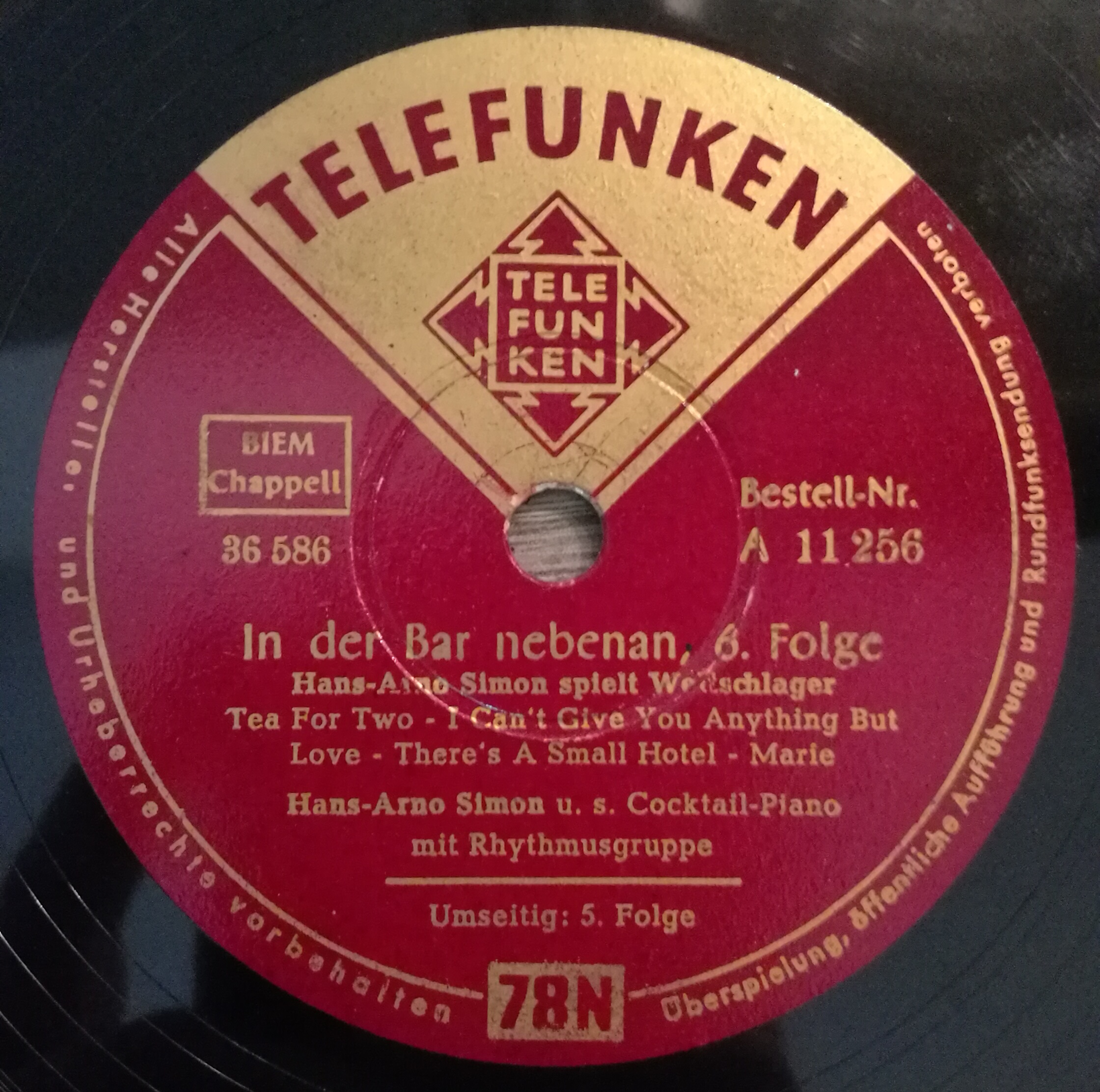
Etikett einer 10-Zoll-Schellackplatte mit erkennbarem „78N“-Symbol, das auf Normalrillen und 78 min^{−1} Abspielgeschwindigkeit hinweist

Bei einem Grammophon für Schellackplatten mit Seitenschrift, wie es in Deutschland üblich war, muss in der Regel nach dem Abspielen einer Plattenseite eine neue Nadel eingesetzt werden.
Zur Abtastung von Schellackplatten waren zunächst einige untereinander inkompatible Systeme auf dem Markt. Vor dem Ersten Weltkrieg war die französische Firma Pathé mit ihrem eigenen Tiefenschrift-Plattensystem noch auf dem Weltmarkt stark vertreten. Da Pathé zum Zeitpunkt des Aufkommens der Schellackplatten bereits über einen großen Fundus von Phonographen-Walzen verfügte, deren Grundlage ebenfalls die Tiefenschrift war und die diese Gesellschaft mechanisch auf ihre Platten kopierte, konnte die Firma mit einem für die damalige Zeit unerwartet großen Sortiment ins Geschäft einsteigen. Die mit Tiefenschrift aufgenommenen Platten sollen nicht mit einer Grammophonnadel abgespielt werden. Für sie gibt es einen speziell abgerundeten Saphir, der je nach Plattengröße bei 80 bis 90, bei 90 bis 100 oder sogar bei 120 bis 130 min−1 die Pathé-Scheiben zum Klingen bringt. Für die Platten gab es das Pathéphone oder als Adapter für Grammophone eine Pathé-Schalldose, deren besonderes Merkmal die quer zur Rille senkrecht stehende Membran ist (im Gegensatz zur waagerechten Membran bei den Edison-Schalldosen und zur parallel zur Rille angeordneten Schalldose bei den Grammophonen). Anfangs liefen Pathés Platten immer von innen nach außen und waren mit eingravierten Beschriftungen anstatt mit Etiketten versehen. Dies änderte sich erst in den 1920er Jahren. Damals übernahm Pathé auch das international üblich gewordene Seitenschrift-Verfahren und brachte viele Aufnahmen parallel in beiden Formaten heraus. Pathé-Schallplatten wurden in verschiedenen Größen gepresst, die von rund 17 cm Durchmesser bis hin zu 50 cm Durchmesser reichten und dann als Pathé Concert Record verkauft wurden. Diese größten jemals kommerziell hergestellten Schallplatten, die bei gleicher Spieldauer eine deutlich größere Lautstärke boten als die normalen, und auch die dazugehörigen Abspielgeräte mit entsprechend langen Tonarmen sind heute sehr selten. Letztere waren hauptsächlich als Starkton-Apparate für den Einsatz in Gastwirtschaften gedacht und teilweise schon mit Münzeinwurf ausgestattet.
Eine weitere frühe Variante stellte die nordamerikanische „Edison Diamond Disc“ (teilweise auch als „Edison Recreation Disc“ auf den Markt gebracht) dar, welche jedoch nicht aus Schellack gefertigt wurde und sechs Millimeter dick war. Auch diese in Europa eher seltenen Platten können nicht mit dem Grammophon abgespielt werden. Edison hatte dafür den „Disc Phonograph“ entwickelt, der sich durch eine ausgesprochen gute Tonqualität, aber auch aufwendige Technik auszeichnete.
Für die gewöhnliche Schellackplatte mit Seitenschrift ist nicht nur eine Geschwindigkeit von (in der Regel) 78 min−1 nötig, sondern auch ein dafür geeigneter Tonabnehmer. Da die Rillen von Schellackplatten breiter sind als die der Vinylplatten, muss auch die Nadel zur Abtastung entsprechend dicker sein; üblich ist ein Verrundungsradius von 65 µm.
Für Vinylplatten gedachte (dünne) Nadeln würden bei Schellackplatten keine gute Tonqualität ergeben und könnten beschädigt werden. Für Schellackplatten gedachte (dicke) Nadeln springen bei Vinylplatten aus den schmalen Rillen heraus oder quetschen sie breit und zerstören sie dadurch.
Bei einem Plattenspieler, der für beide Plattenarten gedacht ist, enthält der Tonabnehmer in der Regel zwei Nadeln, die über einen Hebel umschaltbar sind. Wo keine Umschaltung möglich ist, muss beim Austausch der Platten auch die Nadel gewechselt werden.
Nach dem Aufkommen der Vinylplatten wurden Schellackplatten mit einem N (für Normalrillen) in einem Viereck gekennzeichnet, während Vinylplatten ein M (für Mikrorillen) in einem Dreieck erhielten. Entsprechend waren auch die Hebel für die Umschaltung der Nadel an den Plattenspielern gekennzeichnet (teilweise durch die Buchstaben, teilweise nur durch Symbole, jeweils in Grün für die Normal- und Rot für die Mikronadel).

## Sammlungen
- Die Deutsche National-Discographie ist eine Diskografie der in Deutschland von 1890 bis 1960 herausgegebenen Schellackplatten.
- Alexander Loulakis (1924–2011) schuf wohl die größte private Schellackplattensammlung Deutschlands mit über 420.000 Titeln.
- Die Schweizerische Stiftung Public Domain besitzt laut eigener Aussage ungefähr 70.000 Schellackplatten. Die Sammlung wird durch Spenden erweitert. Die Titel sollen digitalisiert und – soweit es legal möglich ist – auf der Internetseite als digitalisierte Tonaufnahmen frei zugänglich gemacht werden. Es sind dort bereits 17.964 (Stand: 06/2025) digitalisierte Tonaufnahmen verfügbar.[1]
- Im Internet Archive sind unter dem Projektnamen The Great 78 Project Über 400000 Schellackplatten digitalisiert, diese können kostenlos angehört und auch heruntergeladen werden.[2]